# Ледолазание

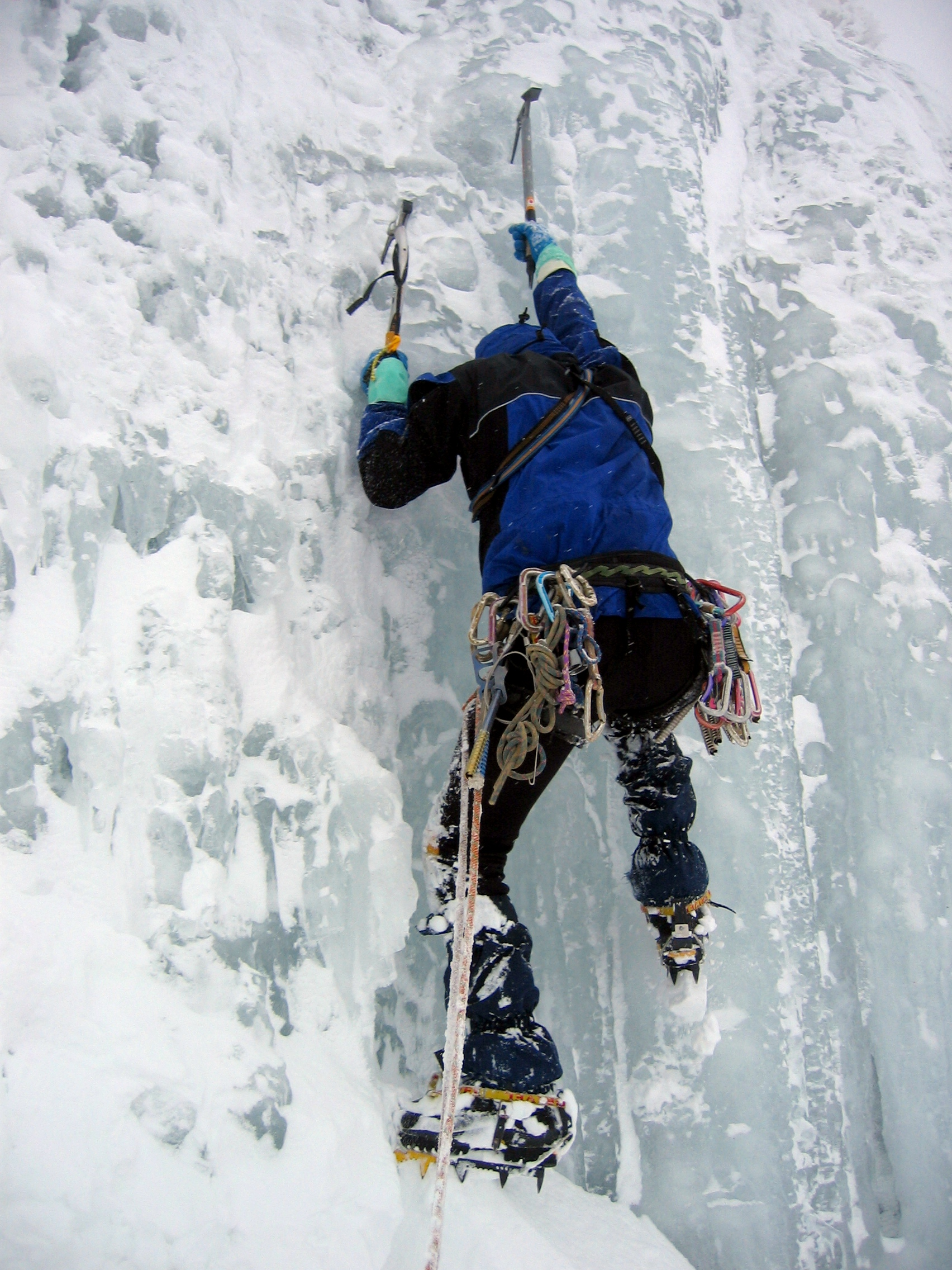
Ледолазание с нижней страховкой

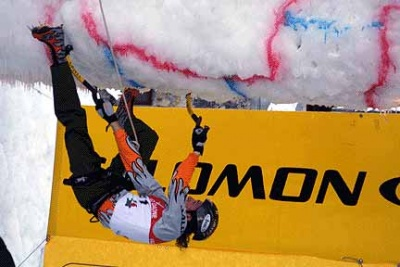
Соревнования по ледолазанию на трудность. Этап Кубка мира. Валь-Даоне, Италия. На фото Бычков Д.

Ледола́зание — экстремальный вид спорта, заключающийся в преодолении крутых ледовых склонов с помощью специального снаряжения. Ледовые склоны могут быть естественного происхождения (замёрзшими водопадами, большими сосульками) или искусственно создаваемыми ледовыми сооружениями.

## Организация ледолазания
Ледолазание в настоящее время выделили в самостоятельное направление в альпинизме наряду со скалолазанием. Регулярно проводят национальные и международные соревнования по этому виду спорта среди мужчин и женщин.
Под эгидой международного союза альпинистских ассоциаций (UIAA) проводят многотуровые соревнования по ледолазанию на Кубок мира и чемпионаты мира по ледолазанию.
Соревнования по ледолазанию проводят по двум видам:
- Трудность
- Скорость

Наряду с очными соревнованиями по ледолазанию, которые наблюдают зрители, существует ледолазание на естественных ледовых образованиях (замёрзших водопадах, сосульках, ледопадах). В этом случае чаще используют нижнюю страховку.

## Снаряжение

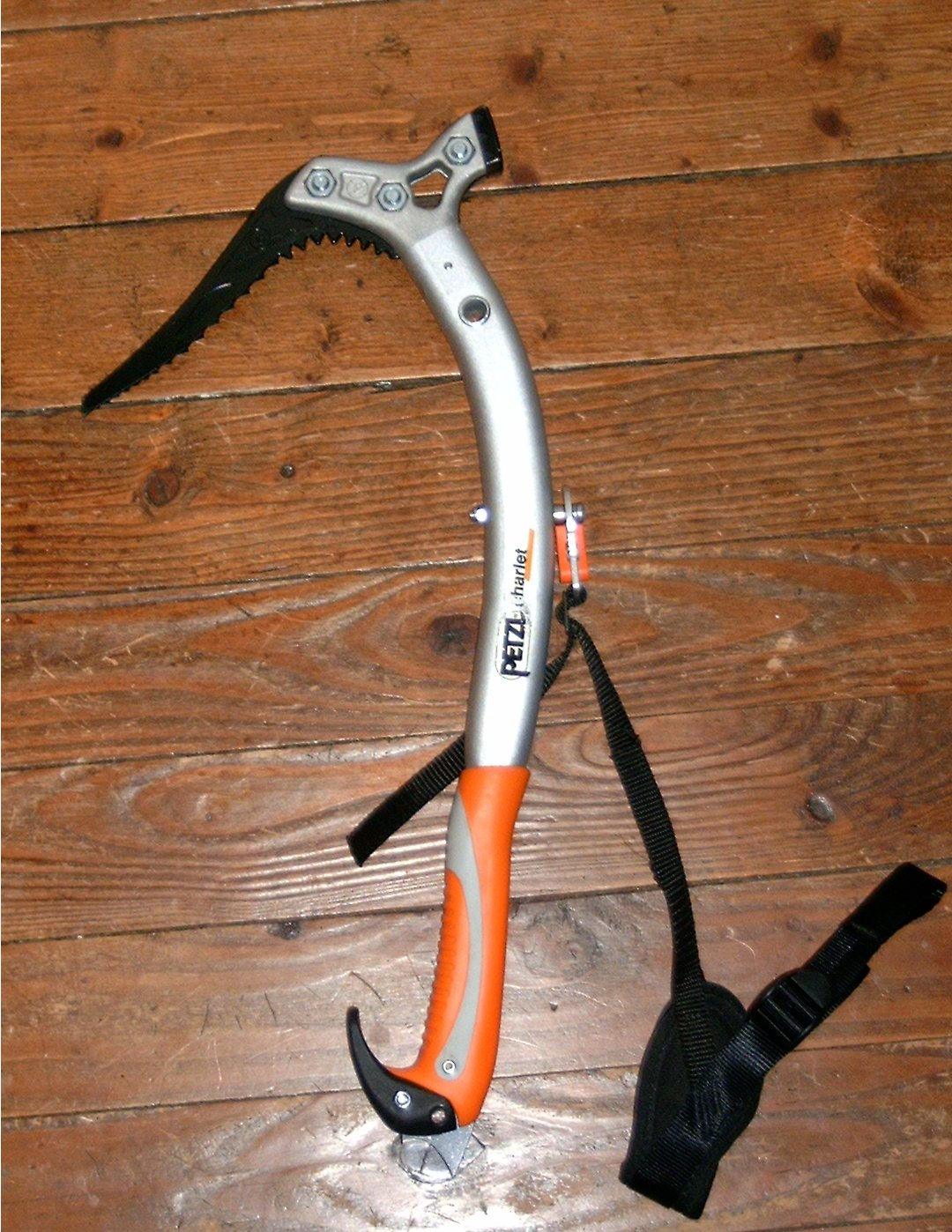
Ледовый инструмент для преодоления крутых ледовых стен

Для восхождения по ледовой стене спортсмен использует 2 ледоруба, ледовых молотков или 2 специальных металлических якорей, крюками (по одному в каждой руке), которые получили название «айс-фифи».
Участник поочередно вбивает айс-фифи, подходя при этом ногами, на которые надеты специальные металлические приспособления с зубьями, получившие название «кошек». В настоящее время широкое применение получили специализированные ледовые инструменты (от англ. ice tool), в том числе, со сменной рабочей частью.

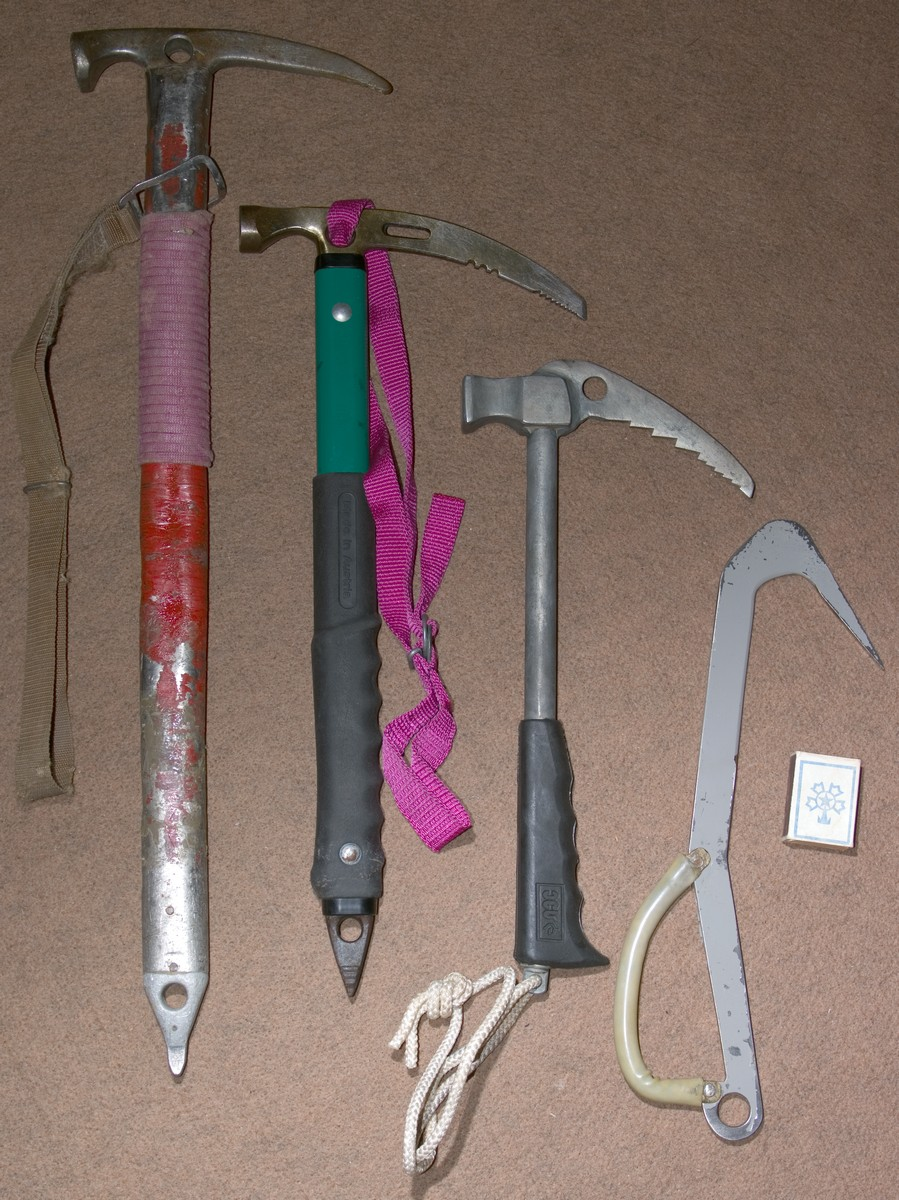
Слева направо: 2 айсбайля (старой модели (1950…1980) и современный), ледовый молоток и айс-фифи

С целью обеспечения безопасности участник пристёгивается к верёвке, которая не даёт ему упасть вниз в случае срыва. Для участника каска — обязательна.
Существуют 2 варианта страховки:
- Нижняя, когда спортсмен, поднимаясь по ледовой стене, периодически сам обеспечивает для себя страховку, вкручивая ледовый крюк, в который он с помощью карабина простёгивает страхующую его верёвку
- Верхняя, когда он пристёгивается к верёвке, спущенной сверху и закреплённой наверху. Верхнюю страховку применяют в соревнованиях

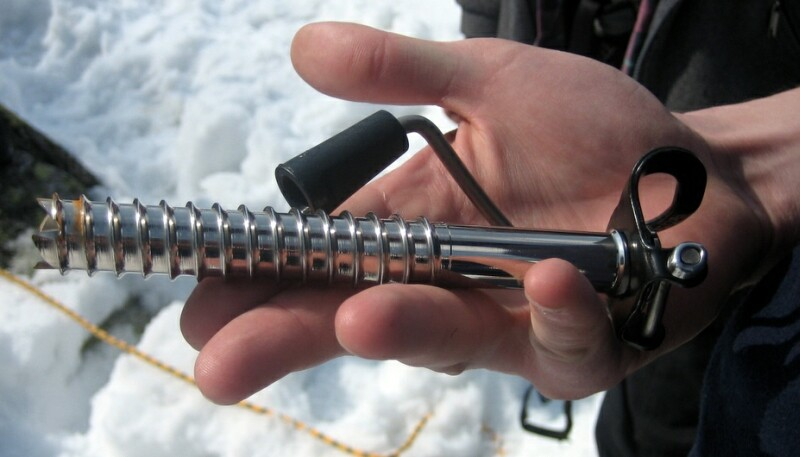
Ледобур

Для организации страховки на льду используют специальные ледовые крючья, которые вкручивают в лёд («ледобуры»).

## Драй-тулинг
Вид ледолазания по неледяной поверхности с использованием ледолазного оборудования. На описанных выше соревнованиях по ледолазанию на искусственном рельефе, проводимых под эгидой UIAA, трассы, наряду с ледяными секциями, фактически включают драй-тулинговые секции: каменные, металлические и другие зацепы для ледорубов, фанерные щиты.